# St. Georg (Aidling)

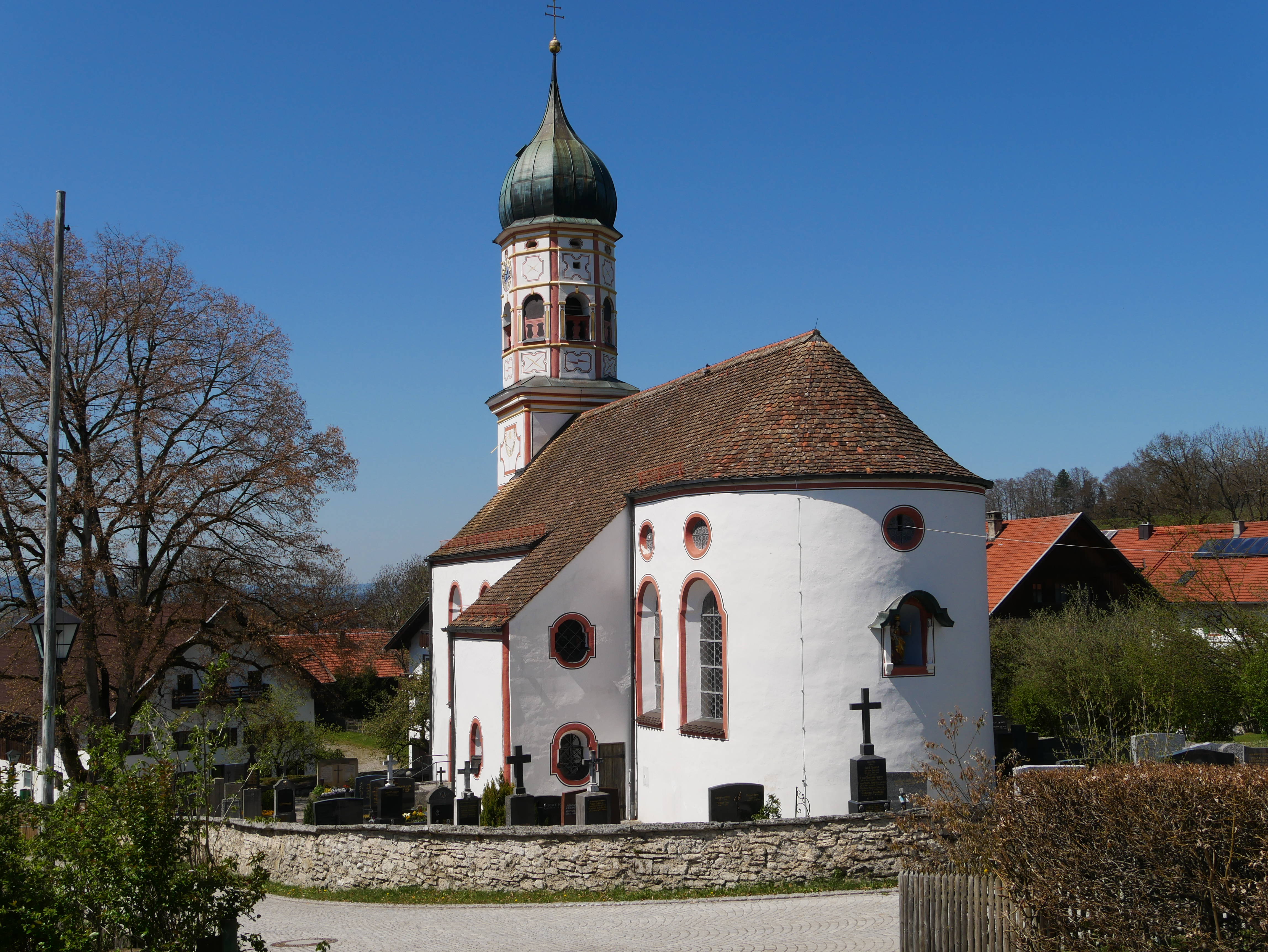
Kirche St. Georg in Aidling

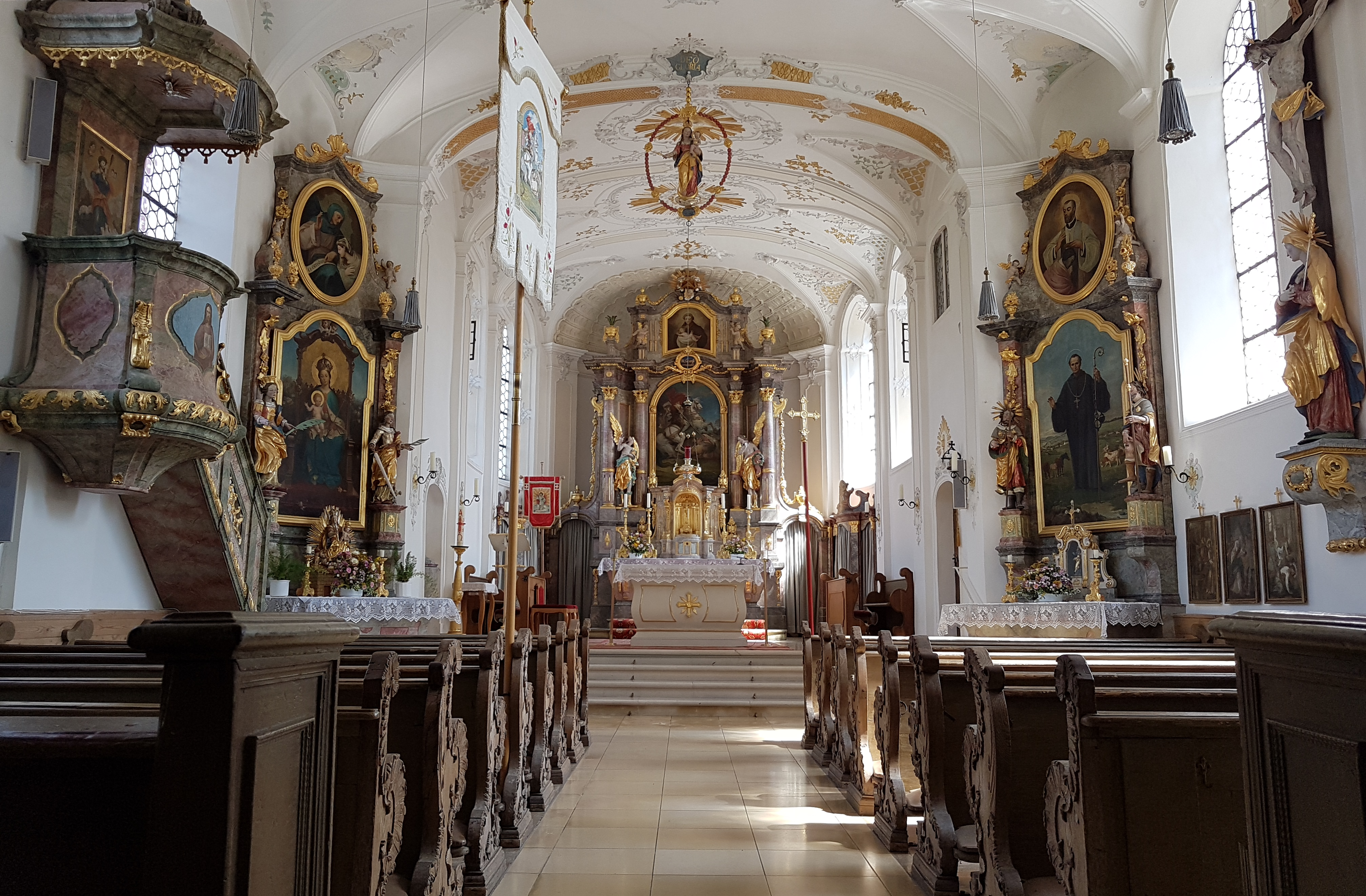
Innenansicht

Die katholische Pfarrkirche St. Georg in Aidling, einem Gemeindeteil von Riegsee im oberbayerischen Landkreis Garmisch-Partenkirchen, wurde 1749 errichtet. Die dem heiligen Georg geweihte Kirche am Kirchberg 1, inmitten des Friedhofs, ist ein geschütztes Baudenkmal.
Die Kirche von Aidling – bereits im achten Jahrhundert ist die Pfarrei erstmals erwähnt – war ursprünglich außerhalb des Ortes. 1749 wurde an die zehn Jahre zuvor im Dorf errichtete Loreto-Kapelle die Kirche angebaut und am 10. Dezember bereits geweiht. Der barocke Saalbau mit leicht eingezogenem Chor mit rundem Schluss besitzt an der Westseite einen Zwiebelturm.
Im Hochaltarbild ist der Kirchenpatron St. Georg dargestellt, wie er mit wehendem Mantel auf einem Schimmel die Lanze tief in das Maul des Drachen stößt. Der rechte Seitenaltar zeigt den heiligen Leonhard mit den Heiligen Jakobus und Rochus, auf dem linken Seitenaltar sind die selige Jungfrau von Loreto mit den hll. Barbara und Katharina von Alexandria dargestellt. Ein weiteres, besonders traditionsreiches Ausstattungsstück ist die frühbarocke Rosenkranzmadonna mit Kind, welche sich im Chorbogen hängend befindet. Die Mondsichelmadonna mit Kind auf dem Arm wird umrahmt von einem als Gebetsschnur ausgestalteten Rosenkranz. Als federführender Künstler wurde 1755 Paul Zwinck aus Uffing mit der Gestaltung der Seitenaltäre, Kanzel, Beichtstühle und Sakristeimöbel beauftragt.
Bei der Restaurierung 1899 wurde die Kirche reich stuckiert, um Langhaus und Chorraum harmonischer zu verbinden. Bei Untersuchungen vor der Außenrestaurierung von 1995/96 wurden an Turm und Schiff aufwändige Architekturmalereien aufgedeckt. Die farbige Fassung der Erbauungszeit ist größtenteils erhalten. Sie wurde mit einer dünnen Übermalung geschützt und die Fassung darauf rekonstruiert.
Im Jahr 1858 erhielt die Kirche eine neue Orgel vom Füssener Orgelbauer Balthasar Pröbstl mit sechs Registern auf einem Manual. Dieses Instrument ersetzte Willibald Siemann aus München 1911 durch einen Neubau mit neun Registern, der 1978 von Josef Garhammer instand gesetzt wurde.
Die Friedhofsmauer, ein unverputztes Tuff- und Bruchsteinmauerwerk, stammt aus dem 18. Jahrhundert.